# DR1
DR1 är Danmarks Radios första TV-kanal. Vid lanseringen hette kanalen Danmarks Radio eller DR, men fick byta namn när Danmarks Radio lanserade en andra kanal, DR2, 1996.
DR1 inriktar sig på den bredare danska publiken, i motsats till den smalare DR2. Man sänder program inom de flesta genrer, exempelvis nyheter, samhälle, dokumentärprogram, konsument, underhållning, drama, ungdomsprogram och barnprogram. Nyhetsprogrammet TV Avisen har två huvudsändningar under kvällen: klockan 18.30 samt 21.00.
Under 2003 sände DR1 sammanlagt 6 666 timmar.
Kanalen kan ses i hela Danmark samt via spillsändningar i delar av Sverige och Tyskland och satellitsändningar.
Sedan 2012 sänder kanalen enbart i HD 720p via DVB-T (ej DVB-T2).

## Program
- Aftenshowet
- aHA
- Bakom kulisserna på zoo
- Barracuda
- Hit med sangen
- Hokus Krokus
- Horisont
- Hvad er det værd?
- Konsum
- Kontant
- Krönikan
- Morden i Midsomer
- Mordkommissionen
- Negermagasinet
- Nyhedsmagasinet
- Penge
- Profilen
- Søndagsmagasinet
- TV Avisen
- Vagn i Indien
- Vagn i Japan